# Partido Nacional Republicano (Portugal)

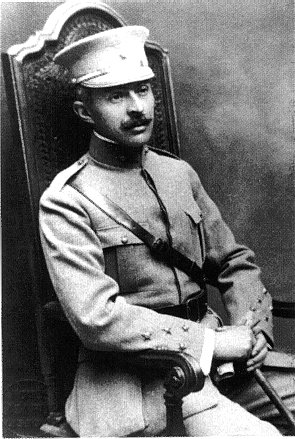
Sidónio Pais, fundador do partido.

O Partido Nacional Republicano (informalmente chamado de Partido Sidonista) foi um partido político português, do tempo da I República, fundado em Abril de 1918 para participar nas triplas eleições (legislativas, senatoriais e presidenciais) marcadas para o dia 28 do mesmo mês, centrando-se em torno do seu líder, o golpista Sidónio Pais.
O Partido dispunha do auxílio dos Unionistas, dos Centristas (que se viriam a fundir com os sidonistas pouco antes das eleições), dos Monárquicos e dos Católicos, tendo acabado por vencer as eleições com ampla maioria.
Assassinado o seu líder em Dezembro de 1918, o partido, órfão, entrou na decadência e no marasmo, e já na década de 1920 juntou-se aos Liberais e aos Reconstituintes para formar o Partido Republicano Nacionalista.

## História
Em 5 de Dezembro de 1917, Sidónio Pais forçou a renúncia e o exílio de Bernardino Machado. Pais suspendeu a constituição e tentou estabelecer uma "Nova República" (não confundir com o "Estado Novo"), um estado militarista com um presidente ("chefe") forte. Pais era um político carismático e populista e assim, em certo sentido, já antecipou o Salazar. Para dar ao seu novo sistema estatal o verniz da legitimidade democrática, Pais prepara, para 28 de abril de 1918, as eleições presidenciais e parlamentares. As eleições presidenciais planejadas foram uma novidade, já que de acordo com a antiga Constituição, o presidente não era eleito diretamente pelo povo, mas pelo parlamento. Com dois decretos de 11 e 30 de março de 1918, Sidónio Pais mudou isso e também deixou as terceiras eleições gerais da Primeira República, com eleições para a Câmara dos Deputados e o Senado. Para esta eleição, ele fundou o Partido Republicano Nacional na primavera de 1918.
Além de seu partido, Pais também foi apoiado pelos monarquistas, unionistas e outros partidos de direita. Seu partido ganhou as eleições por esmagadora maioria (108 cadeiras na Câmara dos Deputados e 31 no Senado). Os democratas, principais opositores de Pais, boicotaram as eleições.
Em 14 de dezembro de 1918, Pais foi baleado em um ataque à Estação do Rossio, em Lisboa. O agora republicano Partido Nacional Republicano logo caiu em insignificância política. Seus remanescentes acabaram se fundindo à União Republicana Liberal e ao Partido Republicano Nacional de Reconstrução para formar o Partido Nacionalista Republicano. Em 1923, o partido foi dissolvido.

## Resultados eleitorais
| Data | Votos         | %             | Deputados     | +/-           | Senadores     | +/-           | Status        |
| ---- | ------------- | ------------- | ------------- | ------------- | ------------- | ------------- | ------------- |
| 1918 | N/D           | 70,0 (1.º)    | 108 / 155     |               | 32 / 73       |               | Governo       |
| 1919 | Não concorreu | Não concorreu | Não concorreu | Não concorreu | Não concorreu | Não concorreu | Não concorreu |
| 1921 | Não concorreu | Não concorreu | Não concorreu | Não concorreu | Não concorreu | Não concorreu | Não concorreu |
| 1922 | Não concorreu | Não concorreu | Não concorreu | Não concorreu | Não concorreu | Não concorreu | Não concorreu |

### Eleições presidenciais
| Data    | Candidato apoiado      | 1ª Volta      | 1ª Volta      | 2ª Volta      | 2ª Volta      | 3ª Volta      | 3ª Volta      | Notas         |
| Data    | Candidato apoiado      | Votos         | %             | Votos         | %             | Votos         | %             | Notas         |
| ------- | ---------------------- | ------------- | ------------- | ------------- | ------------- | ------------- | ------------- | ------------- |
| 4/1918  | Sidónio Pais           | 470 831       | 91,6 (1.º)    |               |               |               |               |               |
| 12/1918 | João do Canto e Castro | 121           | 96,8 (1.º)    | 137           | 99,3 (1.º)    |               |               |               |
| 1919    | Não concorreu          | Não concorreu | Não concorreu | Não concorreu | Não concorreu | Não concorreu | Não concorreu | Não concorreu |